# Ovation TV
Ovation — американская телевизионная сеть, миссия которой — соединить мир искусства и развлечений. Премьера сети состоялась 21 апреля 1996 года, а 20 июня 2007 года она стала общенациональной с трансляцией на DirecTV. С тех пор в сеть добавлены каналы AT&T U-verse, Frontier FiOS, Comcast / Xfinity, RCN, Charter и другие основные кабельные системы по всей стране. В настоящее время канал насчитывает около 50 миллионов подписчиков. Ovation запустила сервис HD в 2010 году, он также доступен по VOD (как в стандартном, так и в высоком разрешении) и через TV Everywhere (аутентификация) через выбранных провайдеров.
Ovation — это частная независимая кабельная сеть. Среди инвесторов Ovation — Hubbard Media Group, Corporate Partners II, Arcadia Investment Partners и Perry Capital.
По состоянию на февраль 2015 года около 54 миллионов пользователей (46,4 процента из тех, у кого есть телевидение) получали Ovation.

## История
Канал был запущен в 1996 году, в основном с широким охватом по всей стране и без спутниковой связи, с основным покрытием городской базы Time Warner Cable. В этой форме его передача была ограничена, поскольку кабельные провайдеры не видели большой популярности или запросов на сеть, основанную на искусстве, как это было в прошлом с такими сетями, как CBS Cable, или бывшими сетями искусства, которые пошли на более широкое распространение, включая Bravo и A&E.
Канал был перезапущен в июне 2007 года одновременно с его добавлением DirecTV, что обеспечило каналу полное национальное покрытие. В 2008 году Ovation также стала доступна в Dish Network. С перезапуском Ovation TV заявила о «энергичном» новом облике и новом графике прайм-тайм, посвященном «ночам жанров», выступлениям, людям и кино. 1 марта 2010 года в рамках ребрендинга канал исключил слово «телевизор» из своего названия.

## Ovation HD
Ovation HD — это трансляция Ovation с разрешением 1080i; он был запущен в июле 2010 года. Ovation HD в настоящее время доступен на DirecTV, Comcast, Time Warner Cable, Bright House Networks, Verizon FiOS и AT&T U-verse.

## Программы канала
Программы Ovation — это смесь оригинальных и старых телесериалов, фильмов, документальных фильмов и специальных программ, ориентированная на женскую аудиторию от 40 лет и старше.
В 2013 году Ovation объявила об эксклюзивной премьере в США «Записной книжки молодого доктора», сериала из четырёх частей, в котором снимались Джон Хэмм и Дэниел Рэдклифф, и запустила эксклюзивную американскую премьеру «Искусного детектива» (известного в Канаде и других странах как «Тайны Мердока»). В 2018 году был выпущен двенадцатый сезон, премьера 13-го сезона состоялась в 2019 году. В 2013 году телеканал также представил сериал «Искусство», который вернулся с 4-м сезоном в 2015 году.
Ovation расширила свой состав документальным сериалом Big Ballet, в котором участвовал бывший танцор Королевского балета Уэйн Слип, собирающий для выступления труппу танцоров больших размеров.
Третий и последний сезон сериала «Пересекающиеся линии» транслировалась с 8 февраля по 15 марта 2021 года. Network заменил его телевизионной премьерой Cracked (канадский сериал), которая началась 22 марта и будет транслироваться по два эпизода каждый понедельник вечером в 22:00 по восточному времени.

## Перевозка
18 декабря 2012 г. Time Warner Cable объявила о планах удалить Ovation из своих собственных систем, а также систем, управляемых Bright House Networks (чьи соглашения о перевозке были заключены Time Warner). Time Warner Cable и BHN отключили Ovation в полночь по восточному времени 31 декабря 2012 г. Позже два провайдера достигли соглашения о возобновлении передачи Ovation 16 октября 2013 г., восстановив канал в системах TWC и BHN 1 января. 2014.
Сеть транслировалась на Dish до 6 апреля 2015 года, когда она находилась на самом низком уровне для сети, где она возникла практически без программирования и сместилась в сторону показа непрестижных голливудских фильмов вне формата. Провайдеры отказались продлевать сеть под этим предлогом, и к 2017 году она начала заново приобретать зарубежные и престижные продукты, чтобы предотвратить кончину сети.

## Программирование
Программа «Овация» представляет собой смесь оригинальных и приобретенных телесериалов, фильмов, документальных фильмов и специальных выпусков, ориентированных на аудиторию из разных поколений.